# GRE Mathematics Subject Test
Специализированный тест GRE по математике (англ. GRE subject test in mathematics) — специализированный тест формата GRE по математике. Данная форма тестирования, разработанная организацией Educational Testing Service имеет наибольшее распространение в США . Стандартизированный тест включает 66 вопросов из различных областей математической науки. Около 50 % тестовых вопросов относятся к области дифференциального и интегрального исчисления (англ. calculus), 25 % посвящены линейной алгебре. Оставшиеся 25 % вопросов распределены между большим числом разделов, в том числе общей алгеброй, топологией, элементарной теорией чисел, теорией вероятностей и математической статистикой, а также вещественным и комплексным анализом. На решение заданий экзаменуемому отводится 170 минут (2 часа и 50 минут).
Как и другие специализированные тесты GRE, экзамен по математике проводится в бумажной форме, в то время как общий тест проходит в электронном формате. Сomputer-based GRE можно сдавать раз в 30 дней, но не больше пяти раз в год  . Большая часть американских программ Ph. D. по математике требует сдачи специализированного теста GRE. До октября 2001 года значительная доля тестируемых достигала максимального результата, что осложняло процесс отбора кандидатов для поступления на ту или иную учебную программу. Тест был переработан, уровень сложности заданий резко повысился, а сам экзамен получил название The Mathematics Subject Test (Rescaled). Ныне тест по математике считается одним из сложнейших специализированных экзаменов GRE.
Тесты проводятся трижды в году: в одну из суббот октября, ноября и апреля. Регистрация на экзамен начинается в июле.
Баллы начисляются по шкале от 200 до 990. Тем не менее, в недавних версиях теста максимальный балл составлял 920 (что отвечает 99% правильных ответов), минимальный – 400 (соответственно, 1%). Средний балл всех тестируемых за период с июля 2009 по июль 2012 составлял 657 со стандартной погрешностью в 136 баллов. 